# 1529 en science
| Années de la science : 1526 - 1527 - 1528 - 1529 - 1530 - 1531 - 1532    |
| Décennies de la science : 1490 - 1500 - 1510 - 1520 - 1530 - 1540 - 1550 |

Cet article présente les faits marquants de l'année 1529 en science.

## Événements

Mappemonde de Diego Ribero, 1529.

- La fluorine est décrite par Georgius Agricola[1].
- Échec d'une tentative de creusement d’un canal entre la mer Rouge et le Nil par les Ottomans rapportée par le vénitien Luigi Roncinotto[2].
- Introduction de la culture du haricot en Italie par Pierio Valeriano[3].

- Diego Ribero met à jour le Padrón Real, une carte du monde qui présente l'océan pacifique dans son intégralité[4].

## Publications
- Petrus Apianus : Introductio Cosmographiae, cum quibusdam Geometriae AC Astronomiae principiis eam necessariis ad rem, Ingolstadt 1529 ;
- Nettesheim : De nobilitate et præcellentia feminei sexes, Paris.

## Naissances

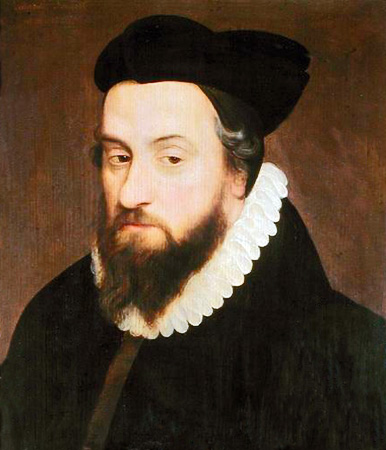
Laurent Joubert

- 25 avril : Francesco Patrizi (mort en 1597), savant vénitien.
- 16 décembre : Laurent Joubert (mort en 1583), médecin et chirurgien français.

## Décès
- Hans von Gersdorff, chirurgien allemand.